# Mykola Sušak
Mykola Josypovyč Sušak (in ucraino Микола Йосипович Сушак?; in russo Николай Иосифович Сушак?, Nikolaj Iosifovič Sušak; Kukavka, 19 maggio 1943 – Kiev, 20 marzo 2014) è stato un cestista sovietico.

## Carriera
Con l'Unione Sovietica ha disputato i Campionati europei del 1965.